# Råsandsgjutning
Sandformsgjutning av järn är den vanligaste och kommersiellt mest betydande gjutmetoden. Som namnet antyder är det fråga om gjutning i en form tillverkad av sand. Råsanden blandas med sot och ett lämpligt bindemedel oftast bentonitlera samt fuktas med vatten för att bli formbart och få en viss hårdhet. Därefter pressas sanden mot två modellhalvor varefter modellerna dras ur formen och formhalvorna sammanfogas. I förväg har modellsnickaren gjort gjutkanaler som leder till hålrumet inne i formen så att det går att hälla det smälta järnet in i formen. Man låter smältan stelna och slår ur godset. Det finns i huvudsak två metoder för råsandsgjutning: med eller utan flaska. Flaska är namnet på ramen runt formen, gjutning utan flaska kallas ofta bullformning.

## Olika järnkvalitéer
- gråjärn
- segjärn
- adurcerjärn
- vitjärn